# Polyrhachis argenteosignata
Polyrhachis argenteosignata är en myrart som beskrevs av Carlo Emery 1900. Polyrhachis argenteosignata ingår i släktet Polyrhachis och familjen myror. Inga underarter finns listade i Catalogue of Life.